# Golden Gate Yacht Club
Il Golden Gate Yacht Club (GGYC) è uno yacht club americano, fondato nel 1939.
La sede del Club è nella Yacht Road a San Francisco. Nel 1989, a causa del Terremoto di Loma Prieta, la sede venne seriamente danneggiata e successivamente ricostruita dai soci.
Il socio più famoso è il fondatore della Oracle Corporation, Larry Ellison.

## Eventi sportivi
Il Golden Gate Yacht Club ha organizzato diversi eventi e regate a livello internazionale.

### America's Cup
Il Club gareggiò per la America's Cup nel 2007 con BMW Oracle Racing a Valencia.
Il team venne eliminato nelle semifinali della Louis Vuitton Cup da Luna Rossa.
La 33esima edizione della America's Cup si "apre" con una disputa legale tra il defender Alinghi in rappresentanza della Société nautique de Genève, detentrice della coppa, ed il BMW Oracle Racing Team in rappresentanza del Golden Gate Yacht Club.
Originariamente infatti Alinghi aveva accettato quale Challenger of Record il team Desafío Español per il Club Náutico Español de Vela. Il Golden Gate Yacht Club ha però impugnato l'"investitura" degli spagnoli per la violazione del "sacro" regolamento dell'America's Cup.
Con la sentenza del 2 aprile 2009, la Corte suprema di New York, ribaltando una precedente pronuncia resa in favore di Alinghi il 29 luglio 2008, riconosceva, definitivamente, nel Golden Gate Yacht Club il nome del Challenger of records della 33esima America's Cup.